# Hamburger Sport-Verein 1997-1998
Questa voce raccoglie le informazioni riguardanti l'Hamburger Sport-Verein nelle competizioni ufficiali della stagione 1997-1998.

## Stagione
Nella stagione 1997-1998 l'Amburgo, allenato da Frank Pagelsdorf, concluse il campionato di Bundesliga al 9º posto. In Coppa di Germania l'Amburgo fu eliminato al secondo turno dal Bayer Leverkusen. In Coppa Intertoto l'Amburgo fu eliminato in semifinale dal Bastia.

## Rosa
| N. |                                 | Ruolo | Calciatore         |
| -- | ------------------------------- | ----- | ------------------ |
| 1  | Germania (bandiera)             | P     | Richard Golz       |
| 2  | Danimarca (bandiera)            | C     | Thomas Gravesen    |
| 3  | Germania (bandiera)             | D     | Thomas Vogel       |
| 4  | Germania (bandiera)             | D     | Ingo Hertzsch      |
| 5  | Polonia (bandiera)              | D     | Paweł Wojtala      |
| 6  | Germania (bandiera)             | C     | Andreas Zeyer      |
| 7  | Germania (bandiera)             | C     | Sven Kmetsch       |
| 8  | Polonia (bandiera)              | A     | Jacek Dembiński    |
| 9  | Germania (bandiera)             | A     | Karsten Bäron      |
| 11 | Bosnia ed Erzegovina (bandiera) | C     | Hasan Salihamidžić |
| 12 | Croazia (bandiera)              | D     | Andrej Panadić     |
| 13 | Germania (bandiera)             | C     | Andreas Fischer    |
| 15 | Germania (bandiera)             | D     | Stefan Böger       |
| 16 | Germania (bandiera)             | D     | Michael Molata     |

| N. |                               | Ruolo | Calciatore       |
| -- | ----------------------------- | ----- | ---------------- |
| 17 | Ghana (bandiera)              | A     | Anthony Yeboah   |
| 20 | Germania (bandiera)           | C     | Bernd Hollerbach |
| 21 | Germania (bandiera)           | C     | Harald Spörl     |
| 22 | Germania (bandiera)           | P     | Hans-Jörg Butt   |
| 24 | Croazia (bandiera)            | D     | Josip Šimunić    |
| 25 | Germania (bandiera)           | D     | Stefan Schnoor   |
| 26 | Danimarca (bandiera)          | D     | Allan Jepsen     |
| 27 | Germania (bandiera)           | A     | Matthias Reincke |
| 28 | Macedonia del Nord (bandiera) | P     | Saša Ilić        |
| 30 | Germania (bandiera)           | A     | Dirk Weetendorf  |
| 32 | Polonia (bandiera)            | A     | Marek Trejgis    |
| 33 | Germania (bandiera)           | C     | Christof Babatz  |
| 36 | Turchia (bandiera)            | C     | Özkan Gümüş      |
| 37 | Lituania (bandiera)           | A     | Robertas Poškus  |

## Organigramma societario
Area tecnica
- Allenatore: Frank Pagelsdorf
- Allenatore in seconda: Armin Reutershahn
- Preparatore dei portieri:
- Preparatori atletici:

## Calciomercato

### Sessione estiva
| Acquisti | Acquisti         | Acquisti          | Acquisti |
| R.       | Nome             | da                | Modalità |
| -------- | ---------------- | ----------------- | -------- |
| D        | Josip Šimunić    | Carlton           |          |
| A        | Anthony Yeboah   | Leeds Utd         |          |
| A        | Jacek Dembiński  | Widzew Łódź       |          |
| C        | Thomas Gravesen  | Vejle             |          |
| C        | Christof Babatz  | Hannover 96       |          |
| P        | Hans-Jörg Butt   | Oldenburg         |          |
| P        | Saša Ilić        | Busan IPark       |          |
| D        | Allan Jepsen     | Aarhus            |          |
| D        | Michael Molata   | Arminia Bielefeld |          |
| A        | Robertas Poškus  | Atlantas          |          |
| A        | Matthias Reincke | Concordia Amburgo |          |
| A        | Soner Uysal      | Waldhof Mannheim  |          |
| C        | Martin Zafirov   | Spartak Varna     |          |

| Cessioni | Cessioni          | Cessioni              | Cessioni |
| R.       | Nome              | a                     | Modalità |
| -------- | ----------------- | --------------------- | -------- |
| C        | Jochen Seitz      | Unterhaching          |          |
| C        | Jürgen Hartmann   | Basilea               |          |
| D        | Stéphane Henchoz  | Blackburn             |          |
| P        | Holger Hiemann    | Wolfsburg             |          |
| A        | Valdas Ivanauskas | Salisburgo            |          |
| D        | Marijan Kovačević | Wolfsburg             |          |
| A        | Michael Mason     | St. Pauli             |          |
| C        | Tibor Nadj        | Eintracht Norderstedt |          |
| D        | Marko Riegel      | Amburgo II            |          |
| D        | Matthias Rose     | Meppen                |          |
| A        | Marek Saganowski  | ŁKS                   |          |

### Sessione invernale
| Acquisti | Acquisti       | Acquisti     | Acquisti |
| R.       | Nome           | da           | Modalità |
| -------- | -------------- | ------------ | -------- |
| D        | Andrej Panadić | Uerdingen 05 |          |
| D        | Ingo Hertzsch  | Chemnitz     |          |

| Cessioni | Cessioni            | Cessioni        | Cessioni |
| R.       | Nome                | a               | Modalità |
| -------- | ------------------- | --------------- | -------- |
| A        | André Breitenreiter | Wolfsburg       |          |
| C        | Rodolfo Cardoso     | Boca Juniors    |          |
| C        | Markus Schopp       | Sturm Graz      |          |
| A        | Soner Uysal         | Gütersloh       |          |
| C        | Martin Zafirov      | Lokomotiv Sofia |          |

## Risultati

### Bundesliga

#### Girone di andata
| Arbitro: | Merk |

|                                 |           |                     |
| Weetendorf 72’ Salihamidžić 90’ | Marcatori | 38’, 47’ Pettersson |

| Arbitro: | Fandel |

|            |           |           |
| Präger 33’ | Marcatori | 45’ Spörl |

| Arbitro: | Krug |

|                   |           |             |
| Barbarez 35’, 41’ | Marcatori | 67’ Wojtala |

| Arbitro: | Jansen |

|  |           |                        |
|  | Marcatori | 23’ Basler 82’ Zickler |

| Arbitro: | Buchhart |

|  |           |                                |
|  | Marcatori | 34’ Salihamidžić 74’ Dembiński |

| Arbitro: | Albrecht |

|                       |           |             |
| Salihamidžić 33’, 36’ | Marcatori | 79’ Polster |

| Arbitro: | Fröhlich |

|                                    |           |                                |
| Goossens 9’ Anderbrügge 63’ (rig.) | Marcatori | 29’ Dembiński 35’ Salihamidžić |

| Arbitro: | Kemmling |

|                     |           |             |
| Spörl 52’ Zeyer 77’ | Marcatori | 61’ Hofmann |

| Arbitro: | Dardenne |

|                                                 |           |                          |
| Yakin 2’ Poschner 58’ Hagner 65’ Bobic 75’, 77’ | Marcatori | 16’ Dembiński 55’ Yeboah |

| Arbitro: | Keßler |

|                                       |           |          |
| Dembiński 42’ Gravesen 54’ Yeboah 90’ | Marcatori | 32’ Wück |

| Brema 17 ottobre 1997, ore 20:00 CEST 11ª giornata | Werder Brema | 0 – 0 referto | Amburgo | Weserstadion (34 800 spett.)\| Arbitro: \| Aust \| |
| Arbitro:                                           | Aust         |               |         |                                                    |

| Arbitro: | Weber |

|             |           |                    |
| Cardoso 77’ | Marcatori | 41’ Malz 71’ Cerny |

| Arbitro: | Strampe |

|  |           |                                            |
|  | Marcatori | 37’ Dembiński 50’ Schnoor 60’ Salihamidžić |

| Arbitro: | Steinborn |

|  |           |             |
|  | Marcatori | 56’ Heintze |

| Arbitro: | Berg |

|                                   |           |  |
| Salou 15’ Zeyer 45’ Puschmann 78’ | Marcatori |  |

| Arbitro: | Wagner |

|           |           |                                 |
| Spörl 41’ | Marcatori | 21’, 74’ Herrlich 56’ Chapuisat |

| Arbitro: | Buchhart |

|                         |           |                  |
| Ratinho 75’ Hristov 90’ | Marcatori | 58’ Salihamidžić |

#### Girone di ritorno
| Arbitro: | Zerr |

|              |           |           |
| Klinkert 16’ | Marcatori | 68’ Spörl |

| Arbitro: | Albrecht |

|             |           |                               |
| Schnoor 87’ | Marcatori | 37’ (aut.) Kmetsch 71’ Präger |

| Arbitro: | Merk |

|  |           |              |
|  | Marcatori | 14’ Barbarez |

| Arbitro: | Weber |

|                           |           |  |
| Élber 1’, 41’ Jancker 56’ | Marcatori |  |

| Arbitro: | Stark |

|             |           |            |
| Fischer 28’ | Marcatori | 6’ Schmidt |

| Arbitro: | Wagner |

|               |           |                                 |
| Tretschok 87’ | Marcatori | 64’ Salihamidžić 80’ Hollerbach |

| Arbitro: | Steinborn |

|              |           |           |
| Gravesen 70’ | Marcatori | 34’ Linke |

| Bochum 6 marzo 1998, ore 20:00 CET 25ª giornata | Bochum | 0 – 0 referto | Amburgo | Ruhrstadion (26 541 spett.)\| Arbitro: \| Wack \| |
| Arbitro:                                        | Wack   |               |         |                                                   |

| Amburgo 14 marzo 1998, ore 15:30 CET 26ª giornata | Amburgo | 0 – 0 referto | Stoccarda | Volksparkstadion (30 516 spett.)\| Arbitro: \| Krug \| |
| Arbitro:                                          | Krug    |               |           |                                                        |

| Arbitro: | Weber |

|  |           |             |
|  | Marcatori | 60’ Panadić |

| Arbitro: | Fandel |

|                          |           |          |
| Dembiński 78’ Yeboah 90’ | Marcatori | 25’ Bode |

| Arbitro: | Jansen |

|            |           |             |
| Hobsch 54’ | Marcatori | 39’ Panadić |

| Arbitro: | Dardenne |

|                         |           |  |
| Spörl 28’ Dembiński 89’ | Marcatori |  |

| Arbitro: | Albrecht |

|                                                                     |           |  |
| Ramelow 13’ Kirsten 37’ Meijer 64’ Beinlich 71’ Hertzsch 73’ (aut.) | Marcatori |  |

| Arbitro: | Wagner |

|                  |           |  |
| Salihamidžić 27’ | Marcatori |  |

| Arbitro: | Merk |

|  |           |                 |
|  | Marcatori | 1’ Salihamidžić |

| Arbitro: | Krug |

|               |           |                      |
| Dembiński 50’ | Marcatori | 88’ (rig.) Marschall |

### Coppa di Germania
| Arbitro: | Kiefer |

|                 |           |                                     |
| Kiel 75’ (rig.) | Marcatori | 8’ Böger 80’ Salihamidžić 81’ Uysal |

| Arbitro: | Fleischer |

|                            |           |               |
| Feldhoff 50’ Beinlich 105’ | Marcatori | 89’ Dembiński |

### Coppa Intertoto

#### Fase a gironi
| Arbitro: | Treossi |

|             |           |                           |
| Lazorik 87’ | Marcatori | 14’ Weetendorf 49’ Schopp |

| 29 giugno 1997 2ª giornata |  | – Turno di riposo |  |  |

| Arbitro: | Treossi |

|                                  |           |            |
| Weetendorf 34’ Breitenreiter 43’ | Marcatori | 14’ Hjorth |

| Arbitro: | Lawlor |

|                         |           |                             |
| Bezykornovas 34’ (rig.) | Marcatori | 9’ Schopp 79’ Breitenreiter |

| Arbitro: | Meese |

|                               |           |           |
| Weetendorf 41’ Spörl 67’, 78’ | Marcatori | 14’ Isler |

#### Fase ad eliminazione diretta
| Arbitro: | Vega |

|  |           |          |
|  | Marcatori | 67’ Rool |

| Arbitro: | Krondl |

|           |           |             |
| Daye 114’ | Marcatori | 90’ Fischer |

## Statistiche

### Statistiche di squadra
| Competizione      | Punti | In casa | In casa | In casa | In casa | In casa | In casa | In trasferta | In trasferta | In trasferta | In trasferta | In trasferta | In trasferta | Totale | Totale | Totale | Totale | Totale | Totale | DR |
| Competizione      | Punti | G       | V       | N       | P       | Gf      | Gs      | G            | V            | N            | P            | Gf           | Gs           | G      | V      | N      | P      | Gf     | Gs     | DR |
| ----------------- | ----- | ------- | ------- | ------- | ------- | ------- | ------- | ------------ | ------------ | ------------ | ------------ | ------------ | ------------ | ------ | ------ | ------ | ------ | ------ | ------ | -- |
| Bundesliga        | 44    | 17      | 6       | 5       | 6       | 20      | 20      | 17           | 5            | 6            | 6            | 18           | 26           | 34     | 11     | 11     | 12     | 38     | 46     | -8 |
| Coppa di Germania | -     | 0       | 0       | 0       | 0       | 0       | 0       | 2            | 1            | 0            | 1            | 4            | 3            | 2      | 1      | 0      | 1      | 4      | 3      | +1 |
| Coppa Intertoto   | -     | 3       | 2       | 0       | 1       | 5       | 3       | 2            | 1            | 1            | 0            | 3            | 2            | 5      | 3      | 1      | 1      | 8      | 5      | +3 |
| Totale            | 44    | 20      | 8       | 5       | 7       | 25      | 23      | 21           | 7            | 7            | 7            | 25           | 31           | 41     | 15     | 12     | 14     | 50     | 54     | -4 |

### Andamento in campionato
| Giornata  | 1 | 2  | 3  | 4  | 5  | 6 | 7 | 8 | 9 | 10 | 11 | 12 | 13 | 14 | 15 | 16 | 17 | 18 | 19 | 20 | 21 | 22 | 23 | 24 | 25 | 26 | 27 | 28 | 29 | 30 | 31 | 32 | 33 | 34 |
| --------- | - | -- | -- | -- | -- | - | - | - | - | -- | -- | -- | -- | -- | -- | -- | -- | -- | -- | -- | -- | -- | -- | -- | -- | -- | -- | -- | -- | -- | -- | -- | -- | -- |
| Luogo     | C | T  | T  | C  | T  | C | T | C | T | C  | T  | C  | T  | C  | T  | C  | T  | T  | C  | C  | T  | C  | T  | C  | T  | C  | T  | C  | T  | C  | T  | C  | T  | C  |
| Risultato | N | N  | P  | P  | V  | V | N | V | P | V  | N  | P  | V  | P  | P  | P  | P  | N  | P  | P  | P  | N  | V  | N  | N  | N  | V  | V  | N  | V  | P  | V  | V  | N  |
| Posizione | 7 | 11 | 16 | 17 | 15 | 9 | 8 | 5 | 9 | 7  | 7  | 9  | 7  | 8  | 9  | 12 | 14 | 13 | 14 | 16 | 18 | 18 | 14 | 15 | 16 | 17 | 14 | 13 | 14 | 12 | 13 | 10 | 9  | 9  |

Legenda:

Luogo: C = Casa; T = Trasferta. Risultato: V = Vittoria; N = Pareggio; P = Sconfitta.

### Statistiche dei giocatori
| Giocatore        | Bundesliga | Bundesliga | Bundesliga  | Bundesliga | Coppa di Germania | Coppa di Germania | Coppa di Germania | Coppa di Germania | Coppa Intertoto | Coppa Intertoto | Coppa Intertoto | Coppa Intertoto | Totale   | Totale | Totale      | Totale     |
| Giocatore        | Presenze   | Reti       | Ammonizioni | Espulsioni | Presenze          | Reti              | Ammonizioni       | Espulsioni        | Presenze        | Reti            | Ammonizioni     | Espulsioni      | Presenze | Reti   | Ammonizioni | Espulsioni |
| ---------------- | ---------- | ---------- | ----------- | ---------- | ----------------- | ----------------- | ----------------- | ----------------- | --------------- | --------------- | --------------- | --------------- | -------- | ------ | ----------- | ---------- |
| C. Babatz        | 7          | 0          | 0           | 0          | 2                 | 0                 | 0                 | 0                 | 0               | 0               | 0               | 0               | 9        | 0      | 0           | 0          |
| A. Breitenreiter | 4          | 0          | 0           | 0          | 0                 | 0                 | 0                 | 0                 | 6               | 2               | 0               | 0               | 10       | 2      | 0           | 0          |
| H. Butt          | 33         | 0          | 0           | 0          | 2                 | 0                 | 0                 | 0                 | 3               | 0               | 1               | 0               | 38       | 0      | 1           | 0          |
| K. Bäron         | 0          | 0          | 0           | 0          | 0                 | 0                 | 0                 | 0                 | 0               | 0               | 0               | 0               | 0        | 0      | 0           | 0          |
| S. Böger         | 30         | 0          | 6           | 0          | 2                 | 1                 | 1                 | 0                 | 6               | 0               | 1               | 0               | 38       | 1      | 8           | 0          |
| R. Cardoso       | 15         | 1          | 0           | 0          | 2                 | 0                 | 0                 | 0                 | 4               | 0               | 1               | 0               | 21       | 1      | 1           | 0          |
| J. Dembiński     | 31         | 8          | 0           | 0          | 1                 | 1                 | 1                 | 0                 | 0               | 0               | 0               | 0               | 32       | 9      | 1           | 0          |
| A. Fischer       | 20         | 1          | 2           | 1          | 2                 | 0                 | 0                 | 0                 | 3               | 1               | 0               | 0               | 25       | 2      | 2           | 1          |
| J. Friis-Hansen  | 0          | 0          | 0           | 0          | 0                 | 0                 | 0                 | 0                 | 5               | 0               | 0               | 0               | 5        | 0      | 0           | 0          |
| R. Golz          | 1          | 0          | 0           | 0          | 0                 | 0                 | 0                 | 0                 | 1               | 0               | 0               | 0               | 2        | 0      | 0           | 0          |
| T. Gravesen      | 26         | 2          | 5           | 0          | 1                 | 0                 | 1                 | 0                 | 0               | 0               | 0               | 0               | 27       | 2      | 6           | 0          |
| Ö. Gümüş         | 1          | 0          | 0           | 0          | 0                 | 0                 | 0                 | 0                 | 0               | 0               | 0               | 0               | 1        | 0      | 0           | 0          |
| I. Hertzsch      | 15         | 0          | 2           | 0          | 0                 | 0                 | 0                 | 0                 | 0               | 0               | 0               | 0               | 15       | 0      | 2           | 0          |
| B. Hollerbach    | 23         | 1          | 11          | 0          | 0                 | 0                 | 0                 | 0                 | 0               | 0               | 0               | 0               | 23       | 1      | 11          | 0          |
| S. Ilić          | 0          | 0          | 0           | 0          | 0                 | 0                 | 0                 | 0                 | 2               | 0               | 1               | 0               | 2        | 0      | 1           | 0          |
| V. Ivanauskas    | 0          | 0          | 0           | 0          | 0                 | 0                 | 0                 | 0                 | 1               | 0               | 1               | 0               | 1        | 0      | 1           | 0          |
| A. Jepsen        | 12         | 0          | 0           | 0          | 1                 | 0                 | 0                 | 0                 | 4               | 0               | 0               | 0               | 17       | 0      | 0           | 0          |
| S. Kmetsch       | 22         | 0          | 9           | 0          | 1                 | 0                 | 1                 | 0                 | 4               | 0               | 2               | 0               | 27       | 0      | 12          | 0          |
| M. Molata        | 13         | 0          | 1           | 1          | 1                 | 0                 | 1                 | 0                 | 1               | 0               | 0               | 0               | 15       | 0      | 2           | 1          |
| A. Panadić       | 13         | 2          | 2           | 0          | 0                 | 0                 | 0                 | 0                 | 0               | 0               | 0               | 0               | 13       | 2      | 2           | 0          |
| R. Poškus        | 0          | 0          | 0           | 0          | 0                 | 0                 | 0                 | 0                 | 0               | 0               | 0               | 0               | 0        | 0      | 0           | 0          |
| M. Reincke       | 4          | 0          | 0           | 0          | 0                 | 0                 | 0                 | 0                 | 0               | 0               | 0               | 0               | 4        | 0      | 0           | 0          |
| H. Salihamidžić  | 31         | 10         | 8           | 1          | 2                 | 1                 | 0                 | 0                 | 5               | 0               | 0               | 0               | 38       | 11     | 8           | 1          |
| S. Schnoor       | 23         | 2          | 4           | 1          | 1                 | 0                 | 0                 | 1                 | 3               | 0               | 1               | 0               | 27       | 2      | 5           | 2          |
| M. Schopp        | 13         | 0          | 1           | 1          | 2                 | 0                 | 0                 | 0                 | 5               | 2               | 0               | 0               | 20       | 2      | 1           | 1          |
| J. Seitz         | 0          | 0          | 0           | 0          | 0                 | 0                 | 0                 | 0                 | 1               | 0               | 0               | 0               | 1        | 0      | 0           | 0          |
| H. Spörl         | 26         | 5          | 1           | 1          | 2                 | 0                 | 1                 | 0                 | 6               | 2               | 1               | 0               | 34       | 7      | 3           | 1          |
| M. Trejgis       | 10         | 0          | 0           | 0          | 0                 | 0                 | 0                 | 0                 | 0               | 0               | 0               | 0               | 10       | 0      | 0           | 0          |
| S. Uysal         | 5          | 0          | 2           | 0          | 1                 | 1                 | 0                 | 0                 | 2               | 0               | 0               | 0               | 8        | 1      | 2           | 0          |
| T. Vogel         | 4          | 0          | 1           | 0          | 1                 | 0                 | 0                 | 0                 | 3               | 0               | 1               | 0               | 8        | 0      | 2           | 0          |
| D. Weetendorf    | 19         | 1          | 2           | 0          | 2                 | 0                 | 0                 | 0                 | 6               | 3               | 1               | 0               | 27       | 4      | 3           | 0          |
| P. Wojtala       | 7          | 1          | 0           | 0          | 0                 | 0                 | 0                 | 0                 | 4               | 0               | 0               | 0               | 11       | 1      | 0           | 0          |
| T. Yeboah        | 23         | 3          | 3           | 1          | 0                 | 0                 | 0                 | 0                 | 0               | 0               | 0               | 0               | 23       | 3      | 3           | 1          |
| M. Zafirov       | 1          | 0          | 0           | 1          | 0                 | 0                 | 0                 | 0                 | 2               | 0               | 0               | 0               | 3        | 0      | 0           | 1          |
| A. Zeyer         | 29         | 1          | 4           | 0          | 2                 | 0                 | 0                 | 0                 | 5               | 0               | 0               | 0               | 36       | 1      | 4           | 0          |
| J. Šimunić       | 2          | 0          | 0           | 0          | 0                 | 0                 | 0                 | 0                 | 0               | 0               | 0               | 0               | 2        | 0      | 0           | 0          |